# Arabia Terra
Arabia Terra (das arabische Land) ist eine ausgedehnte, verkraterte Hochlandregion, nördlich des Äquators des Planeten Mars.
Ihr Zentrum liegt auf 25° nördlicher Breite und 330° westlicher Länge. Die Region hat eine Ausdehnung von etwa 6.000 km.
Arabia Terra liegt genau entgegengesetzt zur Tharsis-Region mit ihren mächtigen Schildvulkanen. Möglicherweise wurde Arabia Terra zur gleichen Zeit durch innere Kräfte emporgehoben, wie die Tharsis-Region.
Die gesamte Region von Arabia Terra ist mit Impaktkratern übersät, die größten (Cassini, Tikhonravov, Schiaparelli) haben Durchmesser von etwa 200 km.
Im September 2004 konnte die Raumsonde Mars Express erhöhte Gehalte an Wasserdampf über der Region nachweisen. Offensichtlich befinden sich unter der sandigen Oberfläche größere Mengen Wasser in Form von Eis.
Nördlich von Arabia Terra erstreckt sich die ausgedehnte Tiefebene Vastitas Borealis.

## Areographie
Die Region zeichnet sich aus durch die Schichtstruktur ihrer Oberfläche, die durch fortschreitende Erosion von Sedimenten aus einer früheren Epoche freigelegt wurde. Der Gesamteindruck ist ähnlich der Landschaft im Umfeld des Colorado-Plateaus in den USA. Viele Geologen gehen davon aus, dass Arabia Terra ursprünglich ein großes Einschlagbecken war, da später mit Wasser gefüllt wurde und eine Zeit lang einen großen See oder ein Binnenmeer bildete. Geröll und Staub setzten sich am Boden des Sees ab. Klimaschwankungen waren der Grund für zyklisches Austrocknen und Wiederauffüllen, so dass immer wieder neue Gesteinsschichten entstehen konnten. Staub- und Eisablagerungen wie im Bereich der Polkappen oder wiederholende Vulkanausbrüche werden als alternative Erklärungen diskutiert. Durch die Tharsis-Region auf der anderen Seite des Planeten wurde Arabia Terra gleichsam zum Ausgleich auch angehoben und dadurch einer beschleunigten Erosion ausgesetzt. Im weiteren Verlauf sank die Region aber stark verändert wieder ab. Durch Prozesse mit kosmischen Einschlägen und klimatischen Veränderungen wurde die Region weiter umgestaltet.